# Unione Sportiva Cremonese 1972-1973
Questa voce raccoglie le informazioni riguardanti l'Unione Sportiva Cremonese nelle competizioni ufficiali della stagione 1972-1973.

## Stagione
Nella stagione 1972-1973 la Cremonese ha disputato il campionato di Serie C, girone A, classificandosi sesta con 42 punti, nel torneo che ha visto salire in Serie B il Parma, che ha vinto lo spareggio promozione con l'Udinese (3-1). La prima novità di stagione è che il presidente Domenico Luzzara lascia temporaneamente il ruolo a Luciano Grandi, da anni dirigente grigiorosso. In compenso resta Titta Rota sulla panca cremonese. Altra novità il ritorno di Emiliano Mondonico, dopo Torino, Monza e Atalanta, torna a Cremona per mettere in luce il suo straordinario talento.

## Rosa
| N. |                   | Ruolo | Calciatore             |
| -- | ----------------- | ----- | ---------------------- |
|    | Italia (bandiera) | D     | Fausto Barboglio       |
|    | Italia (bandiera) | D     | Giuseppe Borsotti      |
|    | Italia (bandiera) | C     | Guglielmo Carminati    |
|    | Italia (bandiera) | D     | Luciano Cesini         |
|    | Italia (bandiera) | A     | Cristino Chigioni      |
|    | Italia (bandiera) | C     | Del Chiaro             |
|    | Italia (bandiera) | C     | Gianfranco Delle Donne |
|    | Italia (bandiera) | D     | Aristide Guarneri      |
|    | Italia (bandiera) | A     | Giorgio Guarnieri      |

| N. |                   | Ruolo | Calciatore         |
| -- | ----------------- | ----- | ------------------ |
|    | Italia (bandiera) | C     | Bruno Minini       |
|    | Italia (bandiera) | A     | Emiliano Mondonico |
|    | Italia (bandiera) | C     | Franco Nicolini    |
|    | Italia (bandiera) | D     | Eugenio Perico     |
|    | Italia (bandiera) | P     | Antonio Rigamonti  |
|    | Italia (bandiera) | C     | Claudio Ripari     |
|    | Italia (bandiera) | C     | Alberto Sironi     |
|    | Italia (bandiera) | C     | Marco Torresani    |
|    | Italia (bandiera) | C     | Sergio Velmini     |

## Risultati

### Girone di andata
| Venezia 17 settembre 1972 1ª giornata | Venezia             | 0 – 0 | Cremonese | Stadio Pierluigi Penzo\| Arbitro: \| Del Fiandra (Massa) \| |
| Arbitro:                              | Del Fiandra (Massa) |       |           |                                                             |

| Cremona 24 settembre 1974 2ª giornata | Cremonese           | 0 – 0 | Derthona | Stadio Giovanni Zini\| Arbitro: \| Menicucci (Firenze) \| |
| Arbitro:                              | Menicucci (Firenze) |       |          |                                                           |

| Trento 1º ottobre 1972 3ª giornata | Trento        | 0 – 0 | Cremonese | Stadio Briamasco\| Arbitro: \| Lupi (Genova) \| |
| Arbitro:                           | Lupi (Genova) |       |           |                                                 |

| Arbitro: | Ambrosio (Napoli) |

|                             |           |  |
| Guarnieri 20’ Carminati 89’ | Marcatori |  |

| Arbitro: | Clerico (Chiavari) |

|                  |           |  |
| Politti 10’, 26’ | Marcatori |  |

| Arbitro: | Ciulli (Roma) |

|                             |           |               |
| Mondonico 20’ Carminati 56’ | Marcatori | 57’ Mongitore |

| Arbitro: | Vaccaro (Torino) |

|  |           |               |
|  | Marcatori | 86’ Mondonico |

| Cremona 5 novembre 1972 8ª giornata | Cremonese        | 0 – 0 | Parma | Stadio Giovanni Zini\| Arbitro: \| Terpin (Trieste) \| |
| Arbitro:                            | Terpin (Trieste) |       |       |                                                        |

| Cremona 12 novembre 1972 9ª giornata | Cremonese     | 0 – 0 | Padova | Stadio Giovanni Zini\| Arbitro: \| Lops (Torino) \| |
| Arbitro:                             | Lops (Torino) |       |        |                                                     |

| Vigevano 19 novembre 1972 10ª giornata | Vigevano            | 0 – 0 | Cremonese | Stadio Dante Merlo\| Arbitro: \| Zanchetta (Treviso) \| |
| Arbitro:                               | Zanchetta (Treviso) |       |           |                                                         |

| Arbitro: | Sancini (Bologna) |

|                                    |           |  |
| Del Chiaro 9’ Mondonico 66’ (rig.) | Marcatori |  |

| Arbitro: | Esposito (Torre del Greco) |

|  |           |               |
|  | Marcatori | 47’ Mondonico |

| Arbitro: | Cesari (Bologna) |

|                                 |           |  |
| Chigioni 38’, 84’ Carminati 72’ | Marcatori |  |

| Arbitro: | Testuzza (Genova) |

|                                      |           |                      |
| Tonelli 4’, 20’ Maioni 81’ Stara 89’ | Marcatori | 86’ (rig.) Mondonico |

| Arbitro: | Fuschi (Pescara) |

|              |           |             |
| Chigioni 33’ | Marcatori | 6’ Chierico |

| Arbitro: | Artico (Padova) |

|  |           |              |
|  | Marcatori | 31’ Gottardo |

| Arbitro: | Barboni (Firenze) |

|                     |           |              |
| Guarneri 90’ (aut.) | Marcatori | 40’ Chigioni |

| Arbitro: | Esposito (Torre del Greco) |

|               |           |                |
| Carminati 34’ | Marcatori | 61’ Sportiello |

| Arbitro: | Sancini (Bologna) |

|                |           |  |
| Cavagnetto 77’ | Marcatori |  |

### Girone di ritorno
| Arbitro: | Lanzetti (Viterbo) |

|              |           |  |
| Chigioni 74’ | Marcatori |  |

| Tortona 11 febbraio 1973 21ª giornata | Derthona          | 0 – 0 | Cremonese | Stadio Fausto Coppi\| Arbitro: \| Ambrosio (Napoli) \| |
| Arbitro:                              | Ambrosio (Napoli) |       |           |                                                        |

| Arbitro: | Busalacchi (Palermo) |

|  |           |              |
|  | Marcatori | 85’ Compagno |

| Arbitro: | Baciucchi (Roma) |

|  |           |               |
|  | Marcatori | 37’ Barboglio |

| Arbitro: | Frasso (Capua) |

|               |           |                |
| Mondonico 15’ | Marcatori | 60’ Pellizzari |

| Legnano 18 marzo 1973 25ª giornata | Legnano          | 0 – 0 | Cremonese | Stadio Comunale\| Arbitro: \| Tempio (Catania) \| |
| Arbitro:                           | Tempio (Catania) |       |           |                                                   |

| Cremona 25 marzo 1973 26ª giornata | Cremonese          | 0 – 0 | Piacenza | Stadio Giovanni Zini\| Arbitro: \| Zacchetti (Milano) \| |
| Arbitro:                           | Zacchetti (Milano) |       |          |                                                          |

| Arbitro: | Barboni (Firenze) |

|                        |           |               |
| Basili 15’ Rizzati 67’ | Marcatori | 64’ Torresani |

| Arbitro: | Rizza (Siracusa) |

|               |           |                   |
| Ciclitira 68’ | Marcatori | 83’ (aut.) Furlan |

| Arbitro: | Foschi (Forlì) |

|  |           |              |
|  | Marcatori | 61’ Schilirò |

| Arbitro: | Falasca (Chieti) |

|             |           |              |
| Vanazzi 28’ | Marcatori | 80’ Chigioni |

| Arbitro: | Romanetti (Messina) |

|                                                      |           |  |
| Borsotti 50’ Mondonico 60’, 71’, 81’ Delle Donne 64’ | Marcatori |  |

| Solbiate Arno 6 maggio 1973 32ª giornata | Solbiatese          | 0 – 0 | Cremonese | Stadio Felice Chinetti\| Arbitro: \| Del Fiandra (Massa) \| |
| Arbitro:                                 | Del Fiandra (Massa) |       |           |                                                             |

| Cremona 13 maggio 1973 33ª giornata | Cremonese      | 0 – 0 | Pro Vercelli | Stadio Giovanni Zini\| Arbitro: \| Lapi (Firenze) \| |
| Arbitro:                            | Lapi (Firenze) |       |              |                                                      |

| Arbitro: | Crista (Livorno) |

|  |           |              |
|  | Marcatori | 42’ Chigioni |

| Arbitro: | Selicorni (Milano) |

|             |           |  |
| Panucci 70’ | Marcatori |  |

| Arbitro: | Lenardon (Siena) |

|               |           |         |
| Mondonico 77’ | Marcatori | 5’ Musa |

| Arbitro: | Sansò (Lecce) |

|  |           |               |
|  | Marcatori | 62’ Barboglio |

| Arbitro: | Chiapponi (Livorno) |

|                                      |           |                |
| Mondonico 1’ Minini 21’ Ghigioni 32’ | Marcatori | 27’ Cavagnetto |